# Woodson (Texas)
Woodson es un pueblo ubicado en el condado de Throckmorton en el estado estadounidense de Texas. En el Censo de 2010 tenía una población de 264 habitantes y una densidad poblacional de 157,06 personas por km².

## Geografía
Woodson se encuentra ubicado en las coordenadas 33°0′54″N 99°3′12″O / 33.01500, -99.05333. Según la Oficina del Censo de los Estados Unidos, Woodson tiene una superficie total de 1.68 km², de la cual 1.68 km² corresponden a tierra firme y (0%) 0 km² es agua.

## Demografía
Según el censo de 2010, había 264 personas residiendo en Woodson. La densidad de población era de 157,06 hab./km². De los 264 habitantes, Woodson estaba compuesto por el 92.8% blancos, el 2.65% eran afroamericanos, el 0% eran amerindios, el 0% eran asiáticos, el 0% eran isleños del Pacífico, el 3.41% eran de otras razas y el 1.14% pertenecían a dos o más razas. Del total de la población el 15.91% eran hispanos o latinos de cualquier raza.